# Pont Puh
Le pont Puh ou pont de Puh (en slovène : Puhov most), officiellement connu sous le titre pont sur la Drave à Ptuj (Most čez Dravo na Ptuju), est un pont traversant la Drave, près du lac artificiel de Ptuj, dans le nord-est de la Slovénie.

## Dimensions
Le pont est long de 430 mètres pour 18,7 mètres de large. Sa superficie équivaut à 8 097 m2.

## Construction
Le pont a été construit d'octobre 2005 à mai 2007, date à laquelle il a été ouvert à la circulation.
Ses architectes étaient  Peter Gabrijelčič et Viktor Markelj, lequel était aussi son constructeur.